# Niels Ryberg met zijn zoon Johan Christian en zijn schoondochter Engelke, geboren Falbe
Het schilderij van Niels Ryberg met zijn zoon Johan Christian en zijn schoondochter Engelke, geboren Falbe (Deens: Niels Ryberg med sin søn Johan Christian og svigerdatter Engelke, f. Falbe) van Jens Juel stamt uit 1797. Het is een van de grootste en bekendste werken van de kunstenaar. Sinds 1960 maakt het deel uit van de collectie van het Statens Museum for Kunst in Kopenhagen.

## Niels Ryberg
Niels Ryberg was een Deense koopman en reder die in de tweede helft van de achttiende eeuw een groot fortuin vergaarde. Hij was eigenaar van het grootste handelshuis van het land. Zowel van de Deense Oost-Indische als van de West-Indische Compagnie was hij enige tijd bestuurder. Zijn leven was echter allerminst gefortuneerd begonnen. Hij kwam in 1825 ter wereld als Niels Bertelsen, zoon van twee lijfeigenen in het noorden van Jutland. Op elfjarige leeftijd kon hij aan de slag in de winkel van een oom in Aalborg, het begin van zijn handelscarrière. Ryberg zou zijn afkomst nooit verloochenen. Op de landgoederen die hij bezat, Øbjerggård en Hagenskov, liet hij de lijfeigenen vrij, bouwde scholen en kerken en zorgde voor doktoren en verpleegsters.
In 1764 trouwde Niels Ryberg met Margaret Dorothea Eight. In 1767 kreeg het paar een zoon, Johan Christian, waarna de moeder in het kraambed overleed. Op het eind van zijn leven - Ryberg overleed in 1804 - liet hij zijn bezittingen na aan zijn enige zoon. Deze slaagde er niet in om tijdens de napoleontische oorlogen het imperium van zijn vader overeind te houden. In 1820 ging hij failliet en vervielen zijn bezittingen aan de staat.

## Voorstelling
Jens Juel was de belangrijkste portretschilder van zijn tijd in Denemarken. Dat Niels Ryberg zich door hem liet schilderen, toont aan dat de koopman een zeer vooraanstaande positie innam in de maatschappij, te vergelijken met de leden van de aristocratie. Ryberg zit op een houten bank in het park bij zijn landhuis Hagenskov op het eiland Funen. Het herenhuis en enkele bijgebouwen zijn op de achtergrond te zien. Bij hem staan zijn zoon Johan Christian, diens echtgenote Engelke en een hond. Toen het werk gemaakt werd in 1797, stond Johan Christian op het punt de zaken van zijn vader over te nemen. Wellicht is deze laatste daarom zittend afgebeeld.
Het decor van het schilderij, een park, is typerend voor het einde van de achttiende eeuw. Onder invloed van filosofen zoals Jean-Jacques Rousseau nam de waardering voor de natuur toe, terwijl het gecultiveerde stadsleven juist in een kwaad daglicht kwam te staan. Portretten in de open lucht horen dan ook bij deze tijd. Jens Juel maakte ze zowel in Zwitserland, waar hij een aantal jaar verbleef, als in Denemarken.

## Afbeeldingen

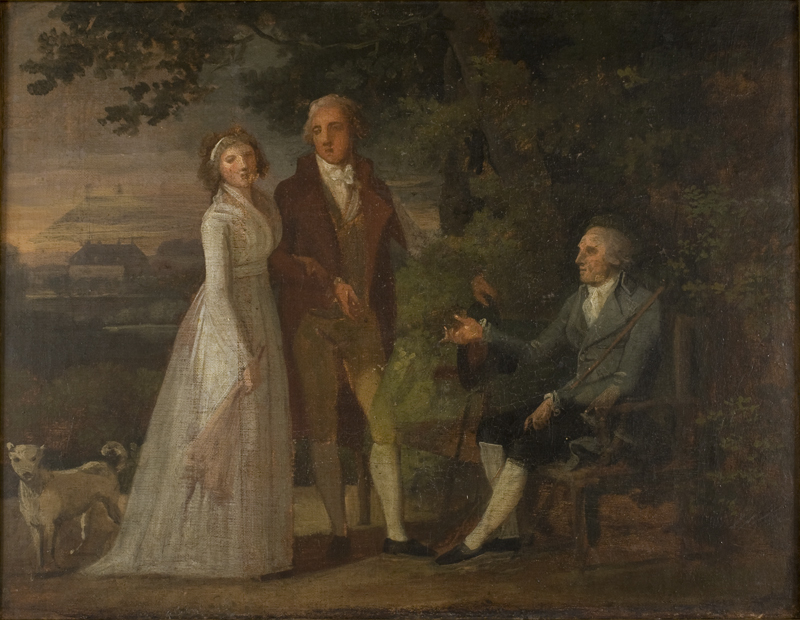
olieverfschets (ca. 1795)
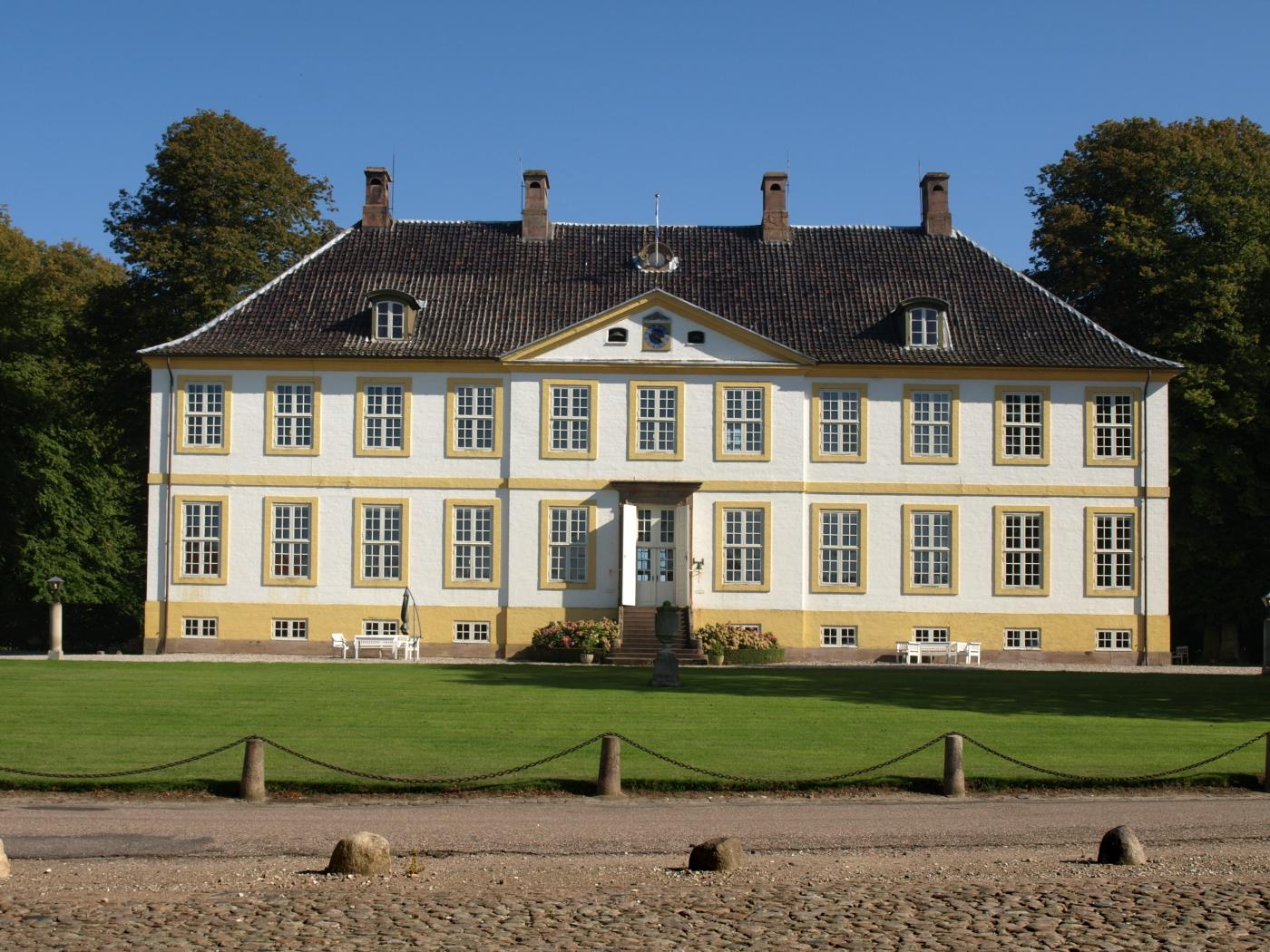
Het herenhuis van Hagenskov